# Alchemilla trichocalycina
Alchemilla trichocalycina é uma espécie de rosácea do gênero Alchemilla, pertencente à família Rosaceae.